# حمد المسماري
حمد سعيد المسماري (مواليد 15 يناير 1998) لاعب كرة قدم إماراتي يجيد اللعب في الوسط.
مثل نادي الفجيرة في الفئات السنية و نادي مسافي ونادي الرمس.